# Kuhhirtenturm (Quedlinburg)

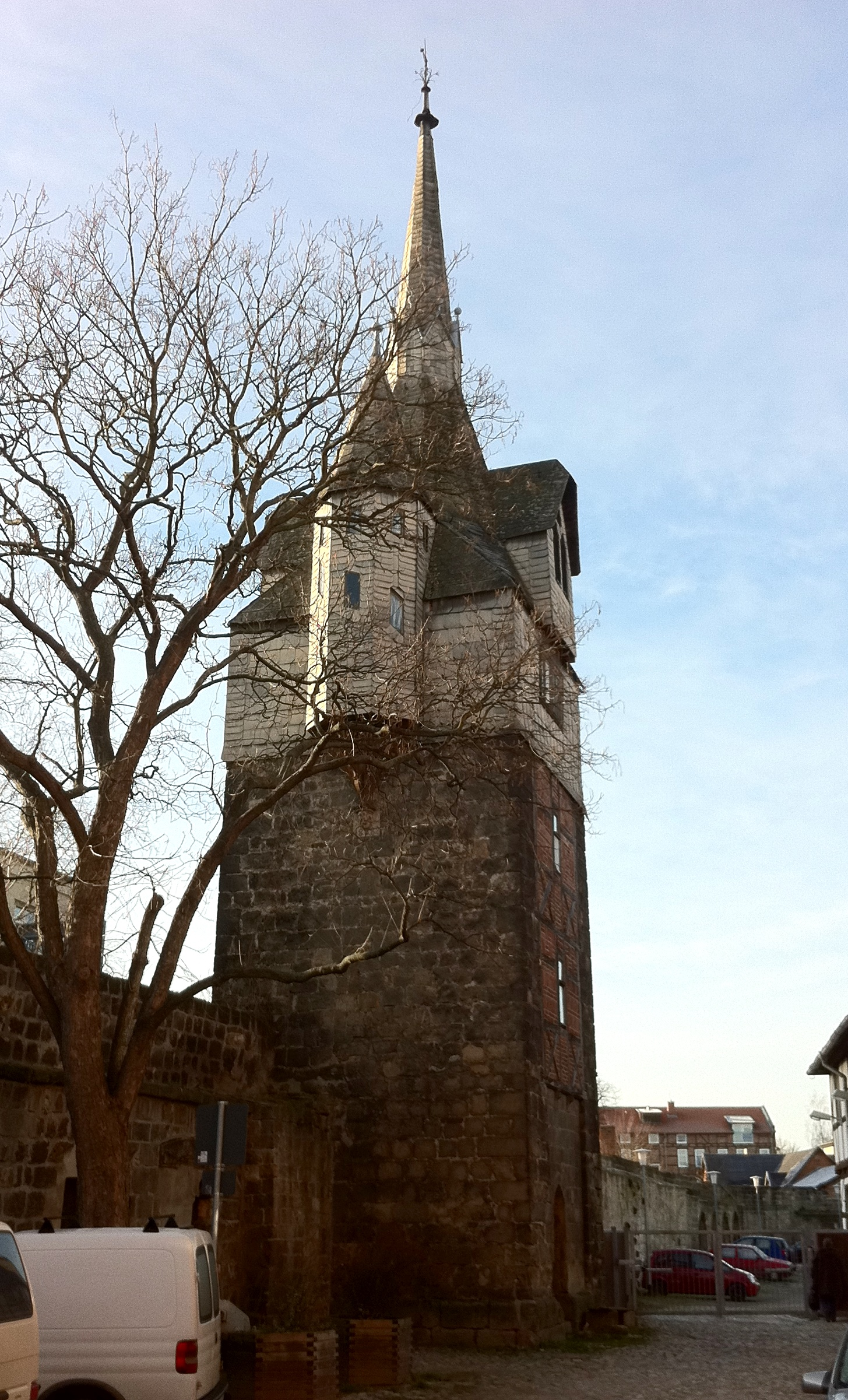
Kuhhirtenturm

Der Kuhhirtenturm, auch Turm opm Tittenplan, ist ein mittelalterlicher Wehrturm der zur denkmalgeschützten Stadtbefestigung der Stadt Quedlinburg in Sachsen-Anhalt gehört.

## Lage
Der Turm befindet sich im östlichen Teil der alten Stadtbefestigung der historischen Quedlinburger Neustadt auf der Ostseite der Straße Hinter der Mauer, an der Einmündung der Kaiserstraße.

## Geschichte und Architektur
Der Wehrturm wurde in der Zeit um 1170 errichtet. Ein Umbau erfolgte um 1340, ein weiterer in der Zeit um 1900.
Der Hintergrund der Bezeichnung als Kuhhirtenturm und ein möglicher Zusammenhang mit der Tierhaltung sind unbekannt. Markant ist der schlanke, den Turm bekrönende Dachhelm mit mehreren Erkern.